# Athéisme spirituel
L'Athéisme Spirituel est une philosophie moderne basée sur l'idée d'Albert Einstein concernant un Dieu cosmique. 
Un athée spirituel est une personne qui n'appartient à aucune dénomination religieuse. Il ou elle réfute donc toute forme de dogmes et de doctrines. L'athée spirituel ne croit pas en un Dieu au sens propre du mot, soit un être surnaturel. L'athée spirituel croit cependant à une énergie collective réunissant la nature, les êtres humains et toute autre forme de vie terrestre et universelle. Ici dans cet univers et non à l'extérieur. Le but de l'Athéisme Spirituel n'est pas d'offrir une philosophie spécifique. C'est à l'individu de la découvrir par lui ou elle même.

## Auteurs
Albert Einstein aurait déclaré : « La religion du futur sera une religion cosmique. Elle devra transcender l'idée d'un Dieu existant en personne et éviter le dogme et la théologie. Couvrant aussi bien le naturel que le spirituel, elle devra se baser sur un sens religieux né de l'expérience de toutes choses, naturelles et spirituelles, considérées comme un ensemble sensé ». La religion qu'Einstein appelle « religiosité cosmique », est une contemplation de la structure de l'Univers. Elle est compatible avec la science et n'est associée à aucun dogme ni croyance. Einstein précise que cette religiosité du cosmos « ne connaît ni dogme ni Dieu à l'image de l'homme et, donc, aucune Église n'enseigne la religion cosmique ».
En septembre 2010, Stephen Hawking et Leonard Mlodinow publient The Grand Design, un ouvrage de vulgarisation scientifique dont le titre français est Y a-t-il un grand architecte dans l'univers ? (parution en mars 2011 en France). Lors de la parution du livre, il est reproché aux auteurs de faire la confusion entre sciences, philosophie et vocabulaire religieux.
D'après André Comte-Sponville, auteur de L'Esprit de l'athéisme, « les athées n’ont pas moins d’esprit que les autres, spiritualisme et athéisme ne sont pas forcément opposés. En effet, les systèmes athées peuvent ne mettre en cause que le caractère transcendant du spirituel, et le conserver sous d'autres formes immanentes. L'athéisme n'empêche pas la croyance en d'autres formes de pensée abstraite ou d'émotions mystiques. Ainsi, des religions, tel le bouddhisme, dont les dogmes ne font pas allusion à une notion de divinité surnaturelle, peuvent, dans une certaine mesure, être considérées comme athées ». Il affirme également : « Ma spiritualité est plutôt cosmique» ». 
Soren Soreson, auteur du livre Spiritual Atheism, The Way of Wisdom et fondateur de The Center for Spiritual Atheism, explique l'athéisme spirituel de cette façon : « Il n'y a aucun consensus entre les athées spirituels concernant l'existence d'un esprit collectif, cela dit, explique Sorenson, il y a un consensus que s'il y a un esprit, il n'est pas séparé de l'univers, il n'est pas surnaturel ».